# Juan Martínez Sola
Juan Martínez Sola (Almería, 17 de noviembre de 1953 - Torrevieja, 25 de diciembre de 2013) fue profesor de Geografía e Historia en diversos Institutos de Educación Secundaria de Andalucía y fundador y presidente del Club de Ajedrez Reverté Albox. Se proclamó Campeón de España de División de Honor de Ajedrez en 2005, y cuatro veces Campeón de Andalucía en los años 1999, 2000, 2006 y 2007 con el Club de Ajedrez Reverté Albox. Además, también como presidente del Club de Ajedrez Reverté Albox, participó una vez en la Copa de Europa de Clubes en 2002, y 12 temporadas (de 2000 a 2002 y de 2004 a 2012) en la máxima categoría nacional: el Campeonato de España de División de Honor. Asimismo, desde el 2000 hasta el 2013 representó al Club de Ajedrez Reverté Albox en la Asamblea General de la Federación Española de Ajedrez.

## Trayectoria profesional
En 1953 nace en Almería.
En 1967 queda Campeón de Almería Individual y representa a Almería en el Campeonato de España de Ajedrez celebrado en La Toja, donde hace tablas con el Maestro Internacional Marcelino Sión Castro.
En 1973 funda en Granada la Agrupación Deportiva “Román Torán” de Ajedrez, con sede en el Colegio Universitario Santa Cruz La Real.
Obtiene la licenciatura de Filosofía y Letras de la Universidad de Granada en 1976. Desde el año 1977 trabaja como profesor de secundaria de Geografía e Historia en distintos institutos de la provincia de Almería (Adra, Celia Viñas en Almería, Vera, Cantoria).
En 1981, una vez que se traslada como profesor al IES "Cardenal Cisneros" de Albox, se hace cargo de la organización del Torneo de Ajedrez de Albox, siendo cofundador de la Asociación Cultural "Vicente Bonil" el 22 de abril de 1994 (después de 17 años ininterrumpidos de celebración del Torneo "Vicente Bonil"), de la que es nombrado Presidente por unanimidad.
En 1996, Juan recibe el premio al Deporte que organiza la Cadena SER en la "III edición de la Gala del Deporte". También ese año es nombrado director del IES "Valle del Almanzora" en Cantoria, donde permanecerá hasta el año 2000.
En 1997 participa en el Campeonato de España de Ajedrez por equipos siendo presidente del equipo Promutucán-Automoción Albox.
En 1999 deja la Asociación Cultural "Vicente Bonil" y funda el Club de Ajedrez Reverté Albox. Desde ese año y mientras es presidente del club, organiza numerosas actividades: escuelas y campamentos para la formación de niños y niñas en el ajedrez, campeonatos de ajedrez de partidas lentas como el "Villa de Albox" y el "Ciudad de Almería", y festivales escolares de ajedrez. En el 2000, un año más tarde, vuelve al IES "Cardenal Cisneros" de Albox. Con su equipo Club de Ajedrez Reverté Albox se proclamó subcampeón de la Unión Europea en el Campeonato de Europa de Clubes de 2002. En 2003 obtiene el título de árbitro nacional de ajedrez, destacando su participación en la 36.ª Olimpiadas de ajedrez de 2004 en Calviá, España. En 2005, como presidente del Club de Ajedrez Reverté Albox, ganó el Campeonato de España de Clubes de División de Honor, máxima categoría del ajedrez español.
En 2006 se traslada al IES Alborán de Almería, hasta su jubilación en 2011. En este periodo, abre una escuela de ajedrez en dicho centro y crea un Club de Ajedrez en la Universidad de Almería, el cual queda Campeón de Andalucía en 2006 y 2007.
Fallece en 2013.

## Recuerdo
Desde su fallecimiento, el Club de Ajedrez Reverté Albox organiza dos eventos en su memoria cada año en Almería. Primero, en Semana Santa, el Torneo de Promoción Juan Martínez Sola. Segundo, en Navidad, el Festival Internacional de Ajedrez Juan Martínez Sola.